# 玛巴洛沙韦
玛巴洛沙韦（baloxavir marboxil，BXM）商品名速福达（Xofluza）、紓伏效，是一种用于治疗甲型流感和乙型流感的抗病毒药物。可将流感症状的持续时间缩短大约一天，但很容易筛选出耐药突变体病毒使其失效。
玛巴洛沙韦为前体药物，以人体内代谢时的中间产物巴洛沙韦（baloxavir acid, BXA）作为酶抑制剂（帽依赖性核酸内切酶抑制剂），靶向作用于流感病毒的5′端帽依赖性核糖核酸內切酶并抑制其活性。因此，其作用机制不同于奥司他韦等神经氨酸酶抑制剂和扎那米韦。该药半衰期较长，全程只需一次服用。
玛巴洛沙韦最常见的副作用包括腹泻、支气管炎、恶心、鼻窦炎和头痛。

## 历史
玛巴洛沙韦由日本盐野义制药公司研发，此后瑞士罗氏制药公司与其达成合作，双方共同负责玛巴洛沙韦的研发和商业推广，同时罗氏还负责在除日本与台湾外的世界范围内进行销售。同年，日本和美国批准该药物的临床使用并作为口服单剂。
2021年4月27日，中国国家药品监督管理局获批了该药物的临床使用，用于治疗12周岁及以上急性无并发症的流感患者，包括存在流感并发症高风险的患者。同年12月，该药物被列入中国医保乙类药物。
2022年10月11日，石藥集團欧意药业仿制药玛巴洛沙韦片在中国获批上市，同月18日，罗氏制药发布声明指控其涉嫌侵犯专利，已提起专利链接诉讼。同时，据《中华人民共和国专利法》第七十五条第五款规定，用于申请上市审批而制造仿制药的不视为侵犯专利权。同年12月16日，罗氏制药删除该则声明。2023年3月，中国批准该药物的适龄人群扩龄至5岁及以上患者。 